# Nil by Mouth
Nil by Mouth  (Violento y profano o Los golpes de la vida en español) es una película británico-francesa de género dramático de 1997. Fue dirigida, producida y escrita por el actor Gary Oldman, y contó con las actuaciones de Ray Winstone, Kathy Burke y Charlie Creed-Miles. 
Time Out considera a Nil by Mouth la vigésimo primera mejor película británica de la historia.

## Sinopsis
En un barrio de clase trabajadora de Londres viven Raymond, su esposa Valerie, su hermano Billy, su madre Janet y su abuela Kathy. La familia es disfuncional, debido mayormente al temperamento y al carácter violento de Raymond. Billy es adicto a las drogas y Raymond lo echa de su casa. Billy, al no tener donde ir, comienza a juntarse con sus amigos, también adictos a la heroína.

## Reparto
- Ray Winstone como Raymond «Ray».
- Kathy Burke como Valerie «Val».
- Charlie Creed-Miles como Billy.
- Laila Morse como Janet.
- Edna Doré como Kath.
- Chrissie Cotterill como Paula.
- Jon Morrison como Angus.
- Jamie Foreman como Mark.
- Steve Sweeney como Danny.

## Premios y nominaciones
- Festival de Cannes:
  - Ganador: Mejor actriz (Kathy Burke)[2]
  - Candidato: Palma de Oro[2]
- Premios BAFTA:
  - Ganador: Premio Alexander Korda a la Mejor película británica (Luc Besson, Gary Oldman y Douglas Urbanski)
  - Ganador: Mejor guion original (Gary Oldman)
  - Candidato: Mejor actor (Ray Winstone)
  - Candidato: Mejor actriz (Kathy Burke)